# Sport Portos de Bissau
Maillots
Actualités
Le Sport Portos de Bissau est un club bissau-guinéen de football basé à Bissau.

## Histoire
Contrairement à 99 % des clubs de football des anciennes colonies portugaises le Sport Portos de Bissau, n'est pas une référence au FC Porto, mais le club de la société APGB (Administração dos Portos de Guinée-Bissau). Le Club joue tout en blanc.

## Palmarès et records

### Palmarès
Le palmarès du Sport Portos de Bissau compte un championnat, trois coupes et une supercoupe. En 1993, lors du match retour (après remporté la première manche 2 à 0), de la Supercoupe le Sport Portos de Bissau est défait sur le score de 5 buts à 2, ce qui fait du Sport Bissau e Benfica vainqueur de la compétition. Mais ces derniers sont disqualifiés et perdent sur le tapis vert, 3 à 0 pour avoir fait jouer 2 joueurs non qualifiés.
| Compétitions nationales | Compétitions internationales |
| --- | --- |
| - Championnat de Guinée-Bissau (1) - Champion : 1993 - Vice-champion : 1994, 1997, 2002 - Coupe de Guinée-Bissau (4) - Vainqueur : 1993, 1998, 2000, 2006 - Finaliste : 1996 - Supercoupe de Guinée-Bissau (1) - Vainqueur : 1993 - Finaliste : 2006 | - Coupe des clubs champions africains (0) - Meilleure performance : néant - Coupe d'Afrique des vainqueurs de coupe (0) - Meilleure performance : néant |